# بخش بنبور
بخش بنبور (به انگلیسی: Banbhore Division) یکی از  بخش در پاکستان است که در ایالت سند واقع شده‌است.